# Peppermint Grove Beach
Peppermint Grove Beach – miasto w Australii, w stanie Australia Zachodnia, nad Oceanem Indyjskim.